# Průmyslový komplex Vřesová
Průmyslový komplex Vřesová je zpracovatelská část Sokolovské uhelné ve Vřesové.

## Historie

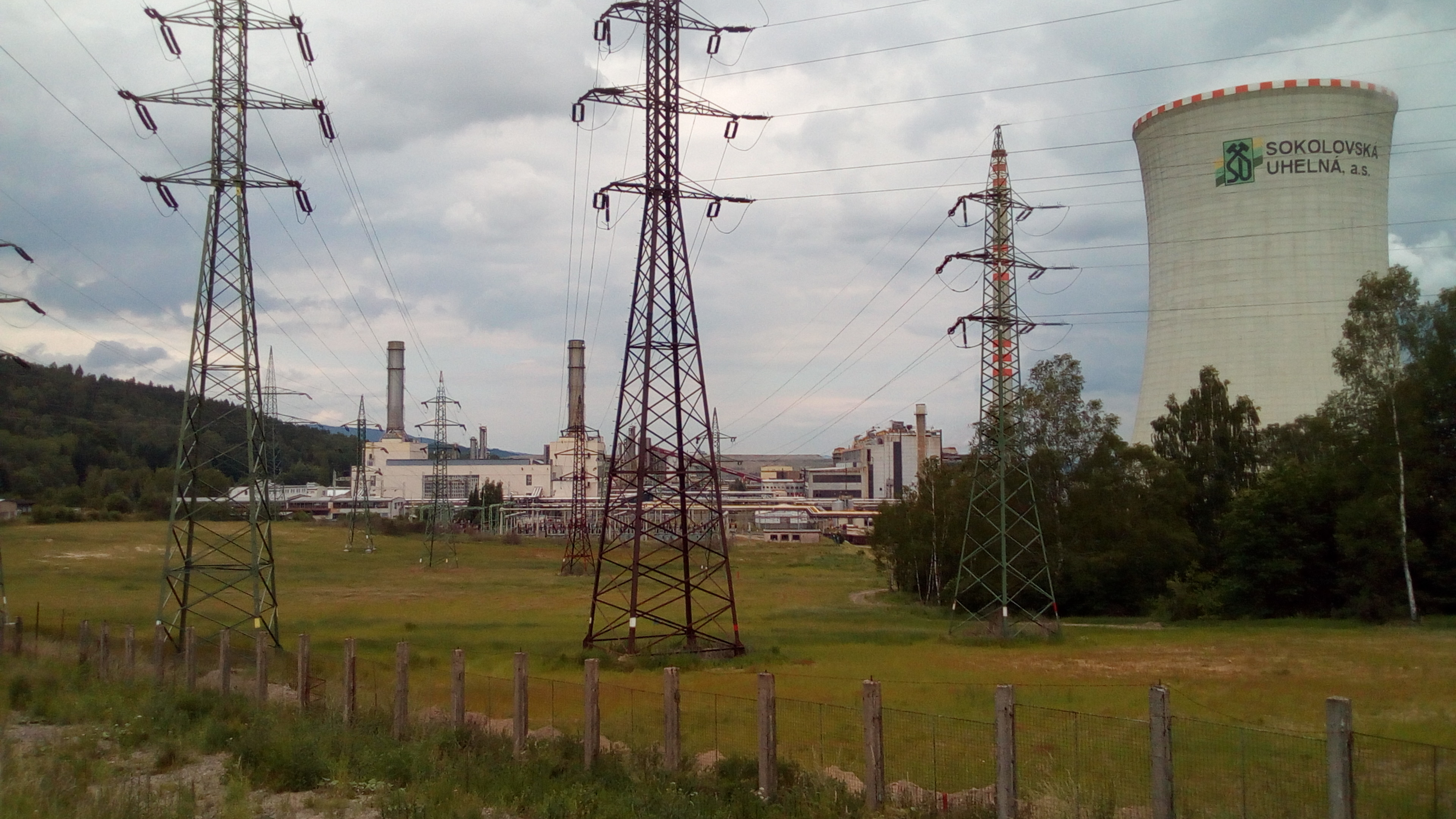
Pohled na průmyslový závod od západu

V poválečné době došlo v sokolovské hnědouhelné pánvi k přechodu od hlubinné těžby hnědého uhlí k lomové těžbě a s ní vyvstala i otázka zpracování uhlí. Z důvodu potřeby svítiplynu v tehdejším Československu bylo v 50. letech 20. století rozhodnuto o výstavbě zpracovatelské části společnosti Hnědouhelné doly a briketárny Sokolov (HDB) ve Vřesové – přesný název Palivový kombinát Vřesová. V 60. letech byla stavba dokončena a postupně byl celý komplex uveden do provozu.
Pro potřeby kombinátu byla v roce 1966 v nedaleké obci Tatrovice zbudována vodní nádrž Tatrovice, která byla od roku 1969 do roku 2013 i zdrojem pitné vody pro kombinát i obec Vřesovou.[zdroj?] V současné době pokrývá z větší části potřebu technologické vody, druhým zdrojem je nádrž na Chodovském potoce dopájená vodou z řeky Ohře z čerpací stanice Loket.
V roce 2005 byla v areálu Zpracování otevřena nová kyslíkárna firmy Linde Technoplyn výměnou za dosloužilou původní.
Na jaře roku 2011 byla ve Vřesové ukončena výroba briket a odstavena briketárna. Tento provoz byl částečně nahrazen výrobou multiprachu (výsledný produkt sušicího a mlecího procesu zpracování uhelné vsázky), která v omezené míře probíhala i v době provozu Briketárny. Celý zpracovatelský komplex ve Vřesové je jedinečným tím, že je zde na malém území uhlí připraveno, zpracováno a po ukončení výroby svítiplynu a výstavbě paroplynové elektrárny je vyráběný energoplyn přímo na místě přeměněn na elektrickou energii a teplo.

## Elektrárna
V 90. letech rozhodla tehdejší vláda o ukončení výroby svítiplynu, a proto byl zahájen projekt výstavby paroplynové elektrárny a z výroby svítiplynu se přešlo na výrobu energoplynu (výsledný produkt zplyňování uhlí), který je primárně určen k výrobě tepla a elektrické energie. V roce 1995 byl uveden do provozu první blok paroplynové elektrárny a následně i druhý blok, každý o elektrickém výkonu 200 MW. Elektrárna patří k nejmodernějším nízkoemisním zdrojům elektrické energie v Evropě (emise NOx na úrovni 100 mg/mN3, účinnost až 54,5 % při využití teploty spalin pro předehřev vody). Jako palivo se může využívat jak energoplyn, tak zemní plyn, na nějž elektrárna funguje od roku 2020.

## Zpracování uhlí
Komplex zpracovatelské části Sokolovské Uhelné p.n., a.s. se skládá z několika jednotlivých provozů. Uhlí, které je vytěženo převážně na lomu Jiří začíná svou cestu zpracováním v Drtírně, kde je vlečkou dopravované uhlí rozdrceno na menší frakce a následně dopraveno do Sušárny, na technologickou skládku, a nebo k nakládce na vagónovou váhu. V Sušárně je uhlí sušeno na speciálních sušácích pomocí horké páry (teplota 150–160 °C). Uhlí má na vstupu cca 40% obsah vody, po vysušení je potřebná vlhkost 20 % pro Teplárnu a 30 % pro Tlakovou plynárnu. Část uhlí je tedy po vytřídění dopravena redlerovými dopravníky do sekce Teplárna. Toto je jeden z nejdůležitějších technologických celků, v pěti kotlích (každý o výkonu 220 MW, 325 t/h) se vyrábí pára, která slouží pro výrobu tepla a elektrické energie ve čtyřech parních turbínách, každé o výkonu 65 MW. Technologická pára se využívá v ostatních provozech ve Vřesové například i pro ohřev vody do horkovodů, kterými je distribuováno teplo městům Karlovy Vary, Chodov, Nová Role, Nové Sedlo a obci Vintířov. Dálkovým parovodem je zásobována společnost zpracovávající vlnu a teplofikace v Nejdku. Spaliny teplárenských kotlů jsou odsířeny pomocí mokré vápencové vypírky. Energosádrovec vzniklý reakcí vápence se spalinami se přesušuje v Kalcinační jednotce. Vzniklá sádra se zpracovává v německé firmě Knauf.
Druhá část uhlí je dopravována pásovými dopravníky do Tlakové plynárny – Generátorovny. Zde jsou uhlím zauhlováno celkem 26 generátorů na dvou etapách Tlakové plynárny a uhlí je zde zplyňováno za určitého tlaku (přetlaku proti atmosférickému tlaku cca 2.7 MPa) při oxidačně-redukční reakcí, vháněním směsi kyslíku a přehřáté páry. Při splnění všech podmínek se v generátoru vytváří surový generátorový plyn, složený především z vodíku, metanu, oxidu uhelnatého, oxidu uhličitého, sirovodíku a nepatrné příměsi kyslíku, který je následně veden potrubními trasami k chlazení a po ochlazení z cca 200 °C na cca 35 °C. Při chlazení plynu dochází k vypadávání kondenzátu a v sedimentačních nádržích je z něj přímo na generátorovně odsazen těžký hnědouhelný dehet (následně znovu přidáván k uhlí při plnění generátoru). Lehký hnědouhelný dehet (prodej nebo využití ve VVKP) a fenolová voda (využívá se hlavně k nástřiku do předchladiče generátoru a k prvnímu ochlazení plynu po jeho výstupu z generátoru) jsou vedeny na sekci Fenolka k přečištění.  Součástí Tlakové plynárny je i zařízení VVKP – Vedlejší využití kapalných produktů, které slouží zejména ke zpracování odpadních produktů vznikajících při zplyňování uhlí. Na VVKP se tak spaluje lehkého hnědouhelného dehtu v kombinaci s druhým palivem, kterým je surový benzín nebo fenolový koncentrát. Produktem hoření je surový energoplyn, který se přimíchává ke generátorovému plynu vyrobenému v generátorovně. Tato technologie je jednou z unikátních technologií, kterou Sokolovská Uhelná využívá (podobných zařízení je na celém světě pouze několik). Ochlazený generátorový plyn je veden do sekce Rectisol, kde je plyn čištěn v několika stupních, aby se z něj stal čistý energoplyn, využitelný v paroplynové elektrárně. Látky oddělené v Rectisolu z plynu jsou opět vedeny do části Fenolka. Ve Fenolce jsou tyto látky dále čištěny a výsledné karbochemické produkty jsou odeslány k dalšímu využití v provozech Sokolovské Uhelné p.n., a.s. nebo míří k externím odběratelům.

V teplárenských kotlích Teplárny nebo na jednotce Lichep jsou termicky likvidovány chudé expanzní plyny a odpadní plyn vznikající jako odpad při výrobě energoplynu na Tlakové plynárně. Dále jsou termicky v kotlích Teplárny likvidovány pachově postižitelné látky - odtahy z chemických provozů. Bohaté expanzní plyny vznikající při čištění energoplynu jsou likvidovány na jednotce WSA, kde se z nich vyrábí vysoce kvalitní kyselina sírová, která je prodávána externím odběratelům.  

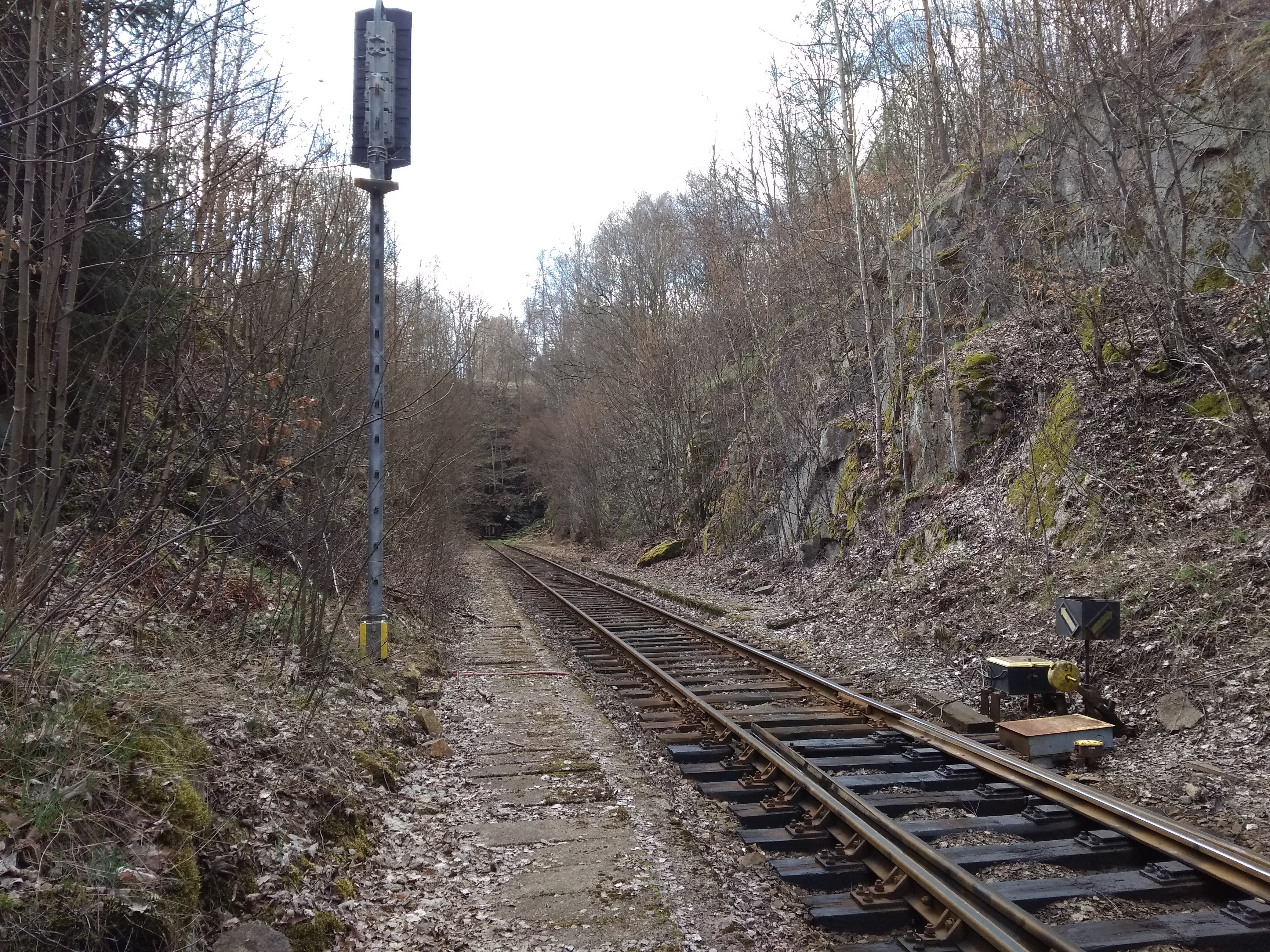
Úvrať vlečky v západní části areálu

Ochlazený a vyčištěný energoplyn je veden na dvoublokovou paroplynou elektrárnu, kde je palivem plynové turbíně 140 MW. Startovacím a sekundárním palivem pro krytí větších změn výkonů je zemní plyn. Spálený plyn roztočí plynovou turbinu, ta vyrobí na generátoru elektrickou energii a horké spaliny jsou poté vedeny ke kotlům na odpadní teplo, kde je ve tlakových celcích s nuceným oběhem vyrobena pára, která roztáčí parní turbínu 56 MW. Cyklus každého bloku elektrárny je uzavřený. Pára po vykonání práce kondenzuje v chlazeném kondenzátoru a vrací se zpět do napájecí nádrže jednotlivého kotle. Chlazení kondenzátorů obou parních turbín je vodou ochlazenou ve věžové chladicí věži typu Iterson vysoké 92 m.
Elektrická energie z vývodového trafa každého bloku paroplynového cyklu je distribuována vedením 220 kV na rozvodnu Vítkov. Z Teplárny je elektrická energie dodávána přes rozvodnu Vřesová linkami 110 kV na rozvodny Vítkov, Aš, Rotava a Ostrov.